# Technique Asenda
En jiu-jitsu brésilien, la technique dite « Asenda » (ou technical stand-up) est une technique permettant au combattant de se relever d'une position de chute arrière tout en se protégeant d'une éventuelle attaque face à lui.

## Origine
Dans les années 1930, à la suite du coup d'État du 4 octobre 1930 de Getúlio Vargas et de la montée du totalitarisme au japon dès cette époque, certaines familles japonaises fuient leur pays pour s'installer au Brésil.
La famille Asenda notamment, fuira le Japon dès 1931 pour s'installer dans le Nord du Brésil Cette famille s'intégrera rapidement dans le contexte social et politique populiste du Brésil de l'époque. Les deux filles aînés de la famille Asenda pratiquent déjà le Judo Kano depuis plusieurs années lors de leur immigration au Brésil et souhaitent tout naturellement continuer la pratique de cette discipline après leur départ du Japon.
C'est alors que les sœurs découvriront dès 1935 et grâce à l'enseignement de Carlos Gracie, la branche brésilienne du  jiu-jitsu, cousine du Judo Kano.
La jeune académie de Carlos Gracie (ouverte en 1925) sera alors un terrain fertile pour le développement personnel des sœurs Asenda et le développement de certaines techniques dont la plus connue est certainement leur technique éponyme.

## Fonctionnement[2]
Cette technique est séparée en plusieurs phases, permettant de se lever tout en se protégeant d'une attaque, elle est d'ailleurs employée aussi bien en jiu-jutsu brésilien que dans certaines formes de self-defense.
Depuis une position de défense sur le dos avec les deux jambes en opposition :
- Tout d'abord s’asseoir en se redressant les genoux pliés.

Puis, légèrement sur le côté, poser une main et le pied opposé fermement sur le sol. Dans l'hypothèse où vous êtes penchés sur la droite, la main droite est posée a coté de vous légèrement à l'arrière et le pied gauche et à plat sur le sol devant vous. Cette hypothèse sera adoptée pour le reste de la description.
- Postez vous sur votre pied gauche et votre main droite en soulevant vos hanches et votre jambe droite bien tendue.
- Protégez votre tête avec votre bras gauche en pointant votre coude vers l'avant.
- Ramenez votre pied droit derrière votre main droite d'un mouvement de hanche, tout en restant bas sur vos appuis.
- Tout en continuant de regarder devant vous, le visage protégé par votre coude, levez vous en reculant doucement.

## Controverse
Les pratiquants de jiu-jitsu brésilien et du judo moderne ne s'accordent pas sur l'origine de cette technique, la branche japonaise soutenant que cette technique daterait de bien avant l’avènement du jiu-jutsu brésilien. Certains poussent alors à nommer cette technique le "technical stand-up", mais cette dénomination ne ravit pas les descendants de la famille Asenda qui revendiquent la paternité de la technique.